# 西真土
西真土（にししんど）は、神奈川県平塚市に存在する町丁。大野地区の内の一つの地名。現行行政地名は西真土一丁目から西真土四丁目。住居表示実施済み区域。

## 概要
西真土は、平塚市の中心である平塚駅北口から北方向に移動した場所に位置する。当町の周辺は、北に横内、東に東真土、南に西八幡、南西に東中原、北西に渋田川を挟んで豊田打間木と市内の他の町丁・大字と接している。

## 地価
住宅地の地価は、2023年（令和5年）1月1日の公示地価によれば、西真土3-5-25の地点で12万6000円/m2となっている。

## 歴史
- 2002年（平成14年）2月4日に、大字真土、大字中原上宿、大字東豊田の各一部から、西真土一丁目～西真土四丁目を住居表示実施。

（平塚市#地域も参照）

## 世帯数と人口
2023年（令和5年）9月1日現在（平塚市発表）の世帯数と人口は以下の通りである。なお、二丁目は人口が0人のため、省略とする。
| 丁目         | 世帯数    | 人口    |
| ------------ | --------- | ------- |
| 西真土一丁目 | 635世帯   | 1,363人 |
| 西真土三丁目 | 771世帯   | 2,103人 |
| 西真土四丁目 | 135世帯   | 358人   |
| 計           | 1,541世帯 | 3,824人 |

### 人口の変遷
国勢調査による人口の推移。
| 年                 | 人口  |
| ------------------ | ----- |
| 2005年（平成17年） | 4,039 |
| 2010年（平成22年） | 3,787 |
| 2015年（平成27年） | 3,319 |
| 2020年（令和2年）  | 3,907 |

### 世帯数の変遷
国勢調査による世帯数の推移。
| 年                 | 世帯数 |
| ------------------ | ------ |
| 2005年（平成17年） | 1,827  |
| 2010年（平成22年） | 1,621  |
| 2015年（平成27年） | 1,291  |
| 2020年（令和2年）  | 1,564  |

## 学区
市立小・中学校に通う場合、学区は以下の通りとなる（2018年2月時点）。
| 丁目         | 番地 | 小学校             | 中学校             |
| ------------ | ---- | ------------------ | ------------------ |
| 西真土一丁目 | 全域 | 平塚市立真土小学校 | 平塚市立大野中学校 |
| 西真土二丁目 | 全域 | 平塚市立真土小学校 | 平塚市立大野中学校 |
| 西真土三丁目 | 全域 | 平塚市立真土小学校 | 平塚市立大野中学校 |
| 西真土四丁目 | 全域 | 平塚市立真土小学校 | 平塚市立大野中学校 |

## 事業所
2021年（令和3年）現在の経済センサス調査による事業所数と従業員数は以下の通りである。
| 丁目         | 事業所数  | 従業員数 |
| ------------ | --------- | -------- |
| 西真土一丁目 | 71事業所  | 1,010人  |
| 西真土二丁目 | 16事業所  | 497人    |
| 西真土三丁目 | 57事業所  | 425人    |
| 西真土四丁目 | 22事業所  | 147人    |
| 計           | 166事業所 | 2,079人  |

### 事業者数の変遷
経済センサスによる事業所数の推移。
| 年                 | 事業者数 |
| ------------------ | -------- |
| 2016年（平成28年） | 165      |
| 2021年（令和3年）  | 166      |

### 従業員数の変遷
経済センサスによる従業員数の推移。
| 年                 | 従業員数 |
| ------------------ | -------- |
| 2016年（平成28年） | 2,059    |
| 2021年（令和3年）  | 2,079    |

## 周辺の交通
- 道路
  - 神奈川県道606号明石下落合線 - 当町と西隣の東中原の境沿いを南北に貫いている。
- バス路線
  - 神奈川中央交通（神奈中バス） - 当町の西真土停留所から利用できる。鉄道路線でJR東日本東海道線の平塚駅が最寄りであるが、同停留所から同駅まで結ぶ神奈中バスの平61・平62・平63・平68（西・平塚営業所）・平86（伊勢原営業所）の各系統での移動が可能である。行き先は他に、平68は愛甲石田駅、平86は伊勢原駅南口（共に小田急小田原線）へ平塚駅よりは遠いが同停留所からそれぞれの方面まで結び、平61・平62は平塚駅から同駅へ戻る片方向循環、平63は田村車庫行きである。
  - 平塚市シャトルバス - 同じく西真土停留所から利用できる。こちらは大神から横内・神田両ルートを経て市民病院前まで（神田は復路も実施）を結ぶが、運行本数としては横内ルートは平日2本、神田ルートは往路と復路それぞれ平日1本のみである。

## 周辺の施設
『西真土1丁目』
- 日本ムーグ
- 渡辺医院
- 熊谷医院
- 北田歯科医院
- みつばち薬局
- 肉の石川
- ヤマト運輸 平塚真土センター
- ローソン 平塚西真土1丁目店
- ファミリーマート 平塚真土店

『西真土二丁目』
- 湘南変電所
- 三菱樹脂 平塚工場
- 平井タイヤショップ

『西真土三丁目』
- 真土大塚山公園
- 真土すばる保育園
- タントベルデ 平塚店

『西真土四丁目』
- 平塚市立真土小学校
- ケアセンター・ういすたりあ

## その他

### 日本郵便
- 郵便番号 : 254-0019[3]（集配局 : 平塚郵便局[15]）。